# Diana y Acteón
Diana y Acteón es una pintura al óleo sobre tela realizada entre 1556 y 1559 por el pintor italiano Tiziano.
Pertenece a la Galería Nacional de Escocia en Edimburgo y a la Galería Nacional de Londres, museos que la exponen de manera rotatoria.
El cuadro forma parte de una serie de siete lienzos representando escenas mitológicas tomadas de la Metamorfosis de Ovidio pintadas para Felipe II de España (las llamadas "Poesías"). En esta obra, se representa el momento en que Acteón ve la desnudez de Diana, un episodio que provocará la terrible venganza de la diosa.

## Procedencia
La obra permaneció en la colección real española hasta 1704, cuando Felipe V se la regaló al embajador francés. Los duques de Orleans pronto la compraron para su prestigiosa colección, que conservaron hasta 1791, cuando la vendieron a un comerciante de Bruselas durante los acontecimientos de la Revolución francesa. Tras algunos otros rápidos cambios de propiedad, parte de las pinturas se expusieron en Londres. Gran parte de la colección, incluida Diana y Acteón, fue comprada en 1798 por lord Francis Egerton, tercer duque de Bridgewater, de la que pasó en herencia a los duques de Sutherland. Permaneció en propiedad de los duques hasta 2009; desde 1946, sin embargo, había sido prestada a la Galería Nacional de Escocia. En 2009 el séptimo duque de Sutherland vendió la obra, a casi un tercio del precio del mercado, a la Galería Nacional de Escocia y a la Galería Nacional de Londres, donde ahora se exhibe alternativamente durante cinco años.
En una ocasión excepcional y difícilmente repetible, en 2020-2021 esta pintura y las restantes cinco de la serie se reunieron en una exposición que pasó por tres sedes: National Gallery de Londres, Museo del Prado de Madrid e Isabella Stewart Gardner Museum de Boston; la muestra del Prado se complementó con más obras de diversos maestros .